# إيغور فولك
إيغور فولك (بالإنجليزية: Igor Volk)‏ (12 أبريل 1937 - 3 يناير 2017) هو طيار، ورائد فضاء، ومخترع، وطيار اختبار، وعسكري من الاتحاد السوفيتي، وروسيا. ولد في زمييف.

## ريادة الفضاء
شارك في المهمات الفضائية:
- Soyuz T-12.

## التعليم
تعلم في Moscow Aviation Institute، وGromov Flight Research Institute (1963–1965)

## جوائز
حصل على جوائز منها:
- وسام لينين
- Pilot-Cosmonaut of the USSR
- Medal "Veteran of Labour"
- Medal "In Commemoration of the 850th Anniversary of Moscow"
- Order of Friendship of Peoples
- Order For Services to the Fatherland 4th degree
- وسام الراية الحمراء من حزب العمال
- بطل الاتحاد السوفيتي
- Medal "For Merit in Space Exploration".